# Otto Warth
Pour les articles homonymes, voir Warth.
Otto Warth, né Gottfried Otto Warth le 21 novembre 1845 à Limbach (Landgraviat de Hesse-Hombourg) et décédé le 5 novembre 1918 à Karlsruhe, est un architecte allemand qui fut aussi professeur d'architecture à l’Institut de technologie de Karlsruhe, où Hermann Billing fut l'un de ses élèves.

## Biographie
Otto Warth naît de Carl Peter Friedrich Warth, conseiller fiscal à Limbach, et de Frederika Magdalena Pabst. Sa grand-mère paternelle Anne Barbe Stempel est issue d’une famille de la bourgeoisie strasbourgeoise.

## Formation
Otto Warth étudie l'architecture à l'école polytechnique de Karlsruhe de 1863 à 1867 (depuis 1865 : Université de technologie de Karlsruhe). En 1867, il obtient un poste d'assistant au bureau de construction militaire du Pays de Bade, et en 1869 il devint assistant à l'Université technique de Karlsruhe, où il travaille ensuite comme assistant de 1875 jusqu'à ce qu'il soit nommé professeur en 1878. Il a occupé ce poste d'enseignant jusqu'en 1911.

## Œuvre
Outre ses réalisations à Karlsruhe et Leipzig, on lui doit plusieurs édifices liés à l'Université de Strasbourg (Kaiser Wilhelms-Universität zu Strassburg, alors allemande), avec notamment le Palais universitaire (Kollegiengebäude), l'Institut de pharmacie et l'Institut de zoologie, aujourd'hui Musée zoologique de la ville de Strasbourg, ainsi que la Clinique médicale de l'Hôpital civil.

## Publications
(en collaboration)
- (de) Die Konstruktionen in Stein, J. M. Gebhardt, Leipzig, 1896 (6e éd.), 400 p. + 107 p. de pl.
- (de) Die Konstruktionen in Holz, Gebhardt, 1900 (6e éd.), 355 p.